# 仁部富之助
仁部 富之助（にべ とみのすけ、1882年（明治15年）12月15日 - 1947年（昭和22年）1月11日）は、日本の鳥類研究家、農業改良家。「鳥のファーブル」と称された。

## 経歴
秋田県岩城町（現在の由利本荘市の一部）出身。1901年に秋田県農学校を卒業し、大曲の農商務省農事試験場陸羽支場に農業技師として勤めた。ここで、寺尾博とともに新品種のイネ「陸羽132号」を生み出した。
イネの新品種の開発の傍ら鳥類の観察を始め、1915年に「敦公の蕃殖に関する研究」を発表した。1923年の行政整理に際し依願退官し、1925年には農商務省により委嘱を受け、野鳥の生態研究に専念した。1936年に著書「野の鳥の生態」を発表した。